# Розівка (селище)
Ро́зівка (німецька колонія поселенців № 7, «Rosenberg», включаюче колишнє село Грунау) — селище, адміністративний центр Розівської селищної громади Пологівського району Запорізької області. Населення станом на 2024 рік становило 1450 осіб.

## Географічне розташування

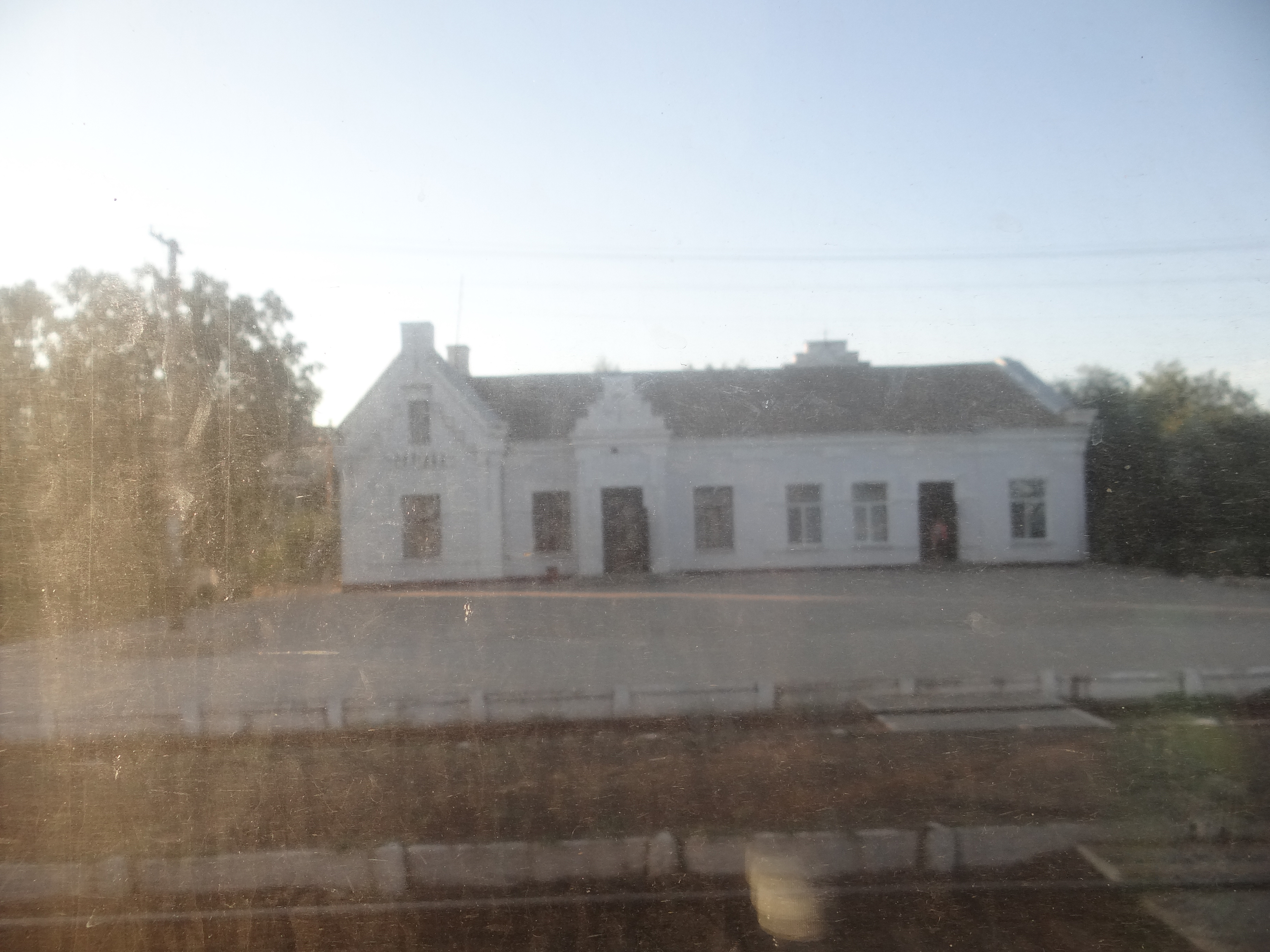
Залізнична станція Розівка

Селище міського типу Розівка розташоване за 172 км від обласного центру, 71 км від районного центру та 60 км на північний захід від Маріуполя, неподалік від витоків річок Кальчик, Каратиш, Сухі Яли. Примикає до села Зоряне. Через селище пролягає автошлях національного значення Н08 та залізниця, станція Розівка.

## Історія
Територія сучасної Розівки ще в стародавні часи була заселена землеробськими та скотарськими племенами. Поблизу Розівки в урочищі Кам'яні Могили на річці Кальчик, що тече неподалік, у червні 1223 року відбувся перший бій руських князівських дружин і половецького хана Котяна з монголо-татарською ордою Джебе і Субеде
Це підтверджують і археологічні знахідки, зокрема бойова сокира руського воїна XIII століття, викопана поблизу селища у 1968 році.
Назва Розівка походить від новоутвореної у 1788 році німецької колонії поселенців № 7, Розенберг (Rosenberg)  на площі в 1456 десятин землі за 155 км на південний схід від Запоріжжя німецькими переселенцями (26 сімей) із Західної Пруссії (райони Данцига (Marienburg) і Ельблонга (нім. Elbing)). За 1 км на схід була побудована залізнична станція Розенберг (Розівка), біля якої розбудовувалася сучасна Розівка. Власне колонія Розенберг (нині є окремим селом Зоряне.
У північній частині сучасної Розівки були німецькі колонії № 6 Грунау й № 5 Кронсдорф, що положені над річкою Великим Каратишем, правою притокою Сухих Ялів.
За даними 1859 року у Грунау налічувалось 27 подвір'їв, 513 мешканців, 1 лютеранська кірха, 4 заводи; у Кронсдофі — 28 подвір'їв, 511 мешканців, 2 заводи; у Розенберзі — 26 подвір'їв, 513 мешканців.
Першими переселенцями, що заснували село, були: Abermit, Bechtold (з с. Grünau), Belz, Bersuch (з с. Reichenberg), Bittner (з с. Neuhof), Bohr, Brecht, Buchenmüller, Derksen, Drefke, Eichmann, Enz, Färber, Friedler (від Rosswag / Vaihingen), Frey (з с. Darmstadt), Gabriel (з с. Kronsdorf), Gänzel, Gildisch, Habenicht, Haller (з с. Ludwigstal), Hark (з с. Wasserau), Hoffmann, Horn, Huber, Jungus, Karsten (з с. Tiegenort), Kiebke (з с. Kronsdorf), Kolbe, Krause, Kupfer, Lepecha, Mock, Neufeld, Oberdorfer, Pelz, Rabe, Radke, Reichert (з с. Tiegenort), Reimer, Richter від Lupushorst / Gr. Werder, Roback, Schmidt, Schwoll, Sukowsky, Tabert (з с. Kirschwald), Westhaus, Wulfert (з с. Rosengart), Zehner, Zeping.
У 1857 році налічувалося 26 домогосподарств та 6 безземельних сімей, 1898 р. — змінено назву населеного пункту на село Розівка.
У 1912 році відкрита початкова школа з чотирма класами освіти. Учитель села навчав 50 школярів.
До 1917 року — Катеринославська губернія, Маріупольський та Олександрівський повіти, Маріупольський колоніальний округ; Олександро-Невська (Грунауська) волость.
Після 1918 року наділ землі скоротився до 945 десятин. У 1926 році утворена Розівська селищна рада.
18 липня 1923 року на загальних зборах було прийняте рішення про перейменування села, що тоді мало назву Олександропіль, в Люксембург, на честь Рози Люксембург.
У 1925—1939 роках — адміністративний центр Люксембурзького німецького національного району Маріупольської округи (з 1932 року — Дніпропетровської області, з 1939 року — Запорізької області).
У 1938 році населений пункт набув статусу селища міського типу.
19 жовтня 1941 року, під час Другої світової війни, Розівка була тимчасово окупована німецько-фашистськими загарбниками, звільнено у 1943 році.
У 2015 році, на виконання закону України «Про декомунізацію» в Розівці було перейменовано наступні вулиці:
| Колишня назва         | Сучасна назва   |
| --------------------- | --------------- |
| вул. Леніна           | вул. Центральна |
| вул. Чапаєва          | вул. Західна    |
| вул. Пролетарська     | вул. Трудова    |
| вул. Карла Маркса     | вул. Зелена     |
| вул. Кірова           | вул. Дружби     |
| вул. Тельмана         | вул. Сонячна    |
| вул. Фрунзе           | вул. Молодіжна  |
| вул. Калініна         | вул. Каштанова  |
| вул. Інтернаціональна | вул. Українська |

5 квітня 2018 року утворена Розівська селищна громада.
17 липня 2020 року, в результаті адміністративно-територіальної реформи та ліквідації Розівського району, селище міського типу увійшло до складу Пологівського району.

### Російське вторгнення в Україну (з 2022)
З початку широкомасштабного російського вторгнення в Україну Розівка перебуває під тимчасовою окупацією.
22 липня 2022 року пролунав вибух на базі колишньої агрокомпанії «Прогрес» у смт Розівка. Мешканці селища повідомили про загиблих російських окупантів. Їхні тіла тривалий час лежали біля дороги.  Припускали, що це сталося внаслідок ракетного удару, який завдали ЗСУ. Але про це самі окупанти промовчали. При цьому пізніше з'ясувався дещо курйозний момент цієї події. Як розповіли мешканці, територія агрокомпанії «Прогрес» після окупації селища використовується росіянами для базування та ремонту військової техніки. Тут вони також проводили ремонт зброї. І або забули в самому стволі снаряд, або він застряг і вони намагалися його дістати, але вийшло так, що стався незапланований постріл, в результаті якого з'явилося ще 5 загиблих російських військових. 
2 серпня російські окупанти вночі здійснили обстріли по фермі на вулиці Садовій, де зберігався врожай зерна, сіна. Зерно селяни звозили туди тому, що на току місце зайняли військовою технікою окупантів, а зерно вони заставляли зберігати просто неба. За повідомленням місцевих мешканців, окупанти знову в обстрілах звинуватили ЗСУ.
Взагалі окупантів назбиралось у Розівці більше ніж місцевих, позаселялися до порожніх будинків і живуть як у себе вдома. У відділенні ПриватБанку вони облаштували комендатуру, а госпіталь перенесли до сусіднього села Кузнецівка, за 8 км від Розівки.
У червні 2023 року окупанти продовжують системний тиск на місцеве населення на тимчасово окупованих територіях Запорізької області. Вони незаконно відібрали Розівську центральну лікарню, де окупанти облаштували лікування виключно бойовиків російської армії, а місцевих мешканців позбавили медичної допомоги. Окупанти продовжують зазнавати втрат, тому переобладнали цивільні заклади під госпіталі. Так школу у Розівці окупанти перетворили на військовий шпиталь. У приміщені їдальні розмістили операційну, а в класах зробили палати. Крім цього, цей шпиталь використовується в якості логістичного хабу з перерозподілу поранених та загиблих російських окупантів.

## Релігія

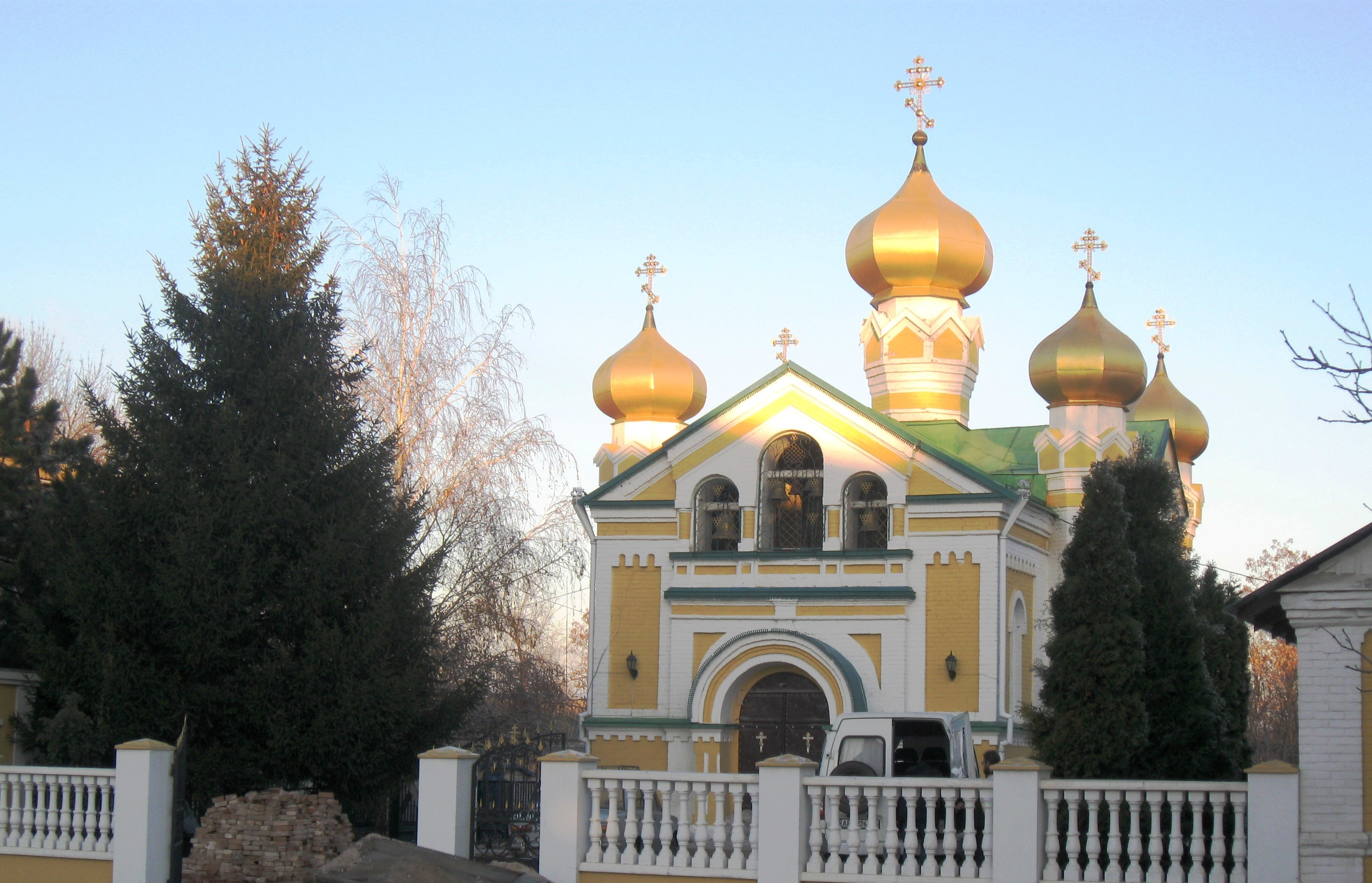
Храм святого князя Олександра Невського

- Українська православна церква (Московський патріархат) — Храм святого князя Олександра Невського[12].
- Протестантська деномінація — Євангелістський релігійний прихід: лютерани.

## Населення
| Роки      | 1858 | 1859 | 1885 | 1897  | 1905  | 1908  | 1910  | 1911  |
| --------- | ---- | ---- | ---- | ----- | ----- | ----- | ----- | ----- |
| Населення | 512  | ▲513 | ▲691 | ▼339  | ▼308  | ▲330  | ▲422  | ▲427  |
| Роки      | 1918 | 1919 | 1922 | 1989  | 2001  | 2010  | 2011  | 2016  |
| Населення | ▲432 | ▼397 | ▼393 | ▲4500 | ▼4359 | ▼4103 | ▼3537 | ▼3285 |

### Мова
Розподіл населення за рідною мовою за даними перепису 2001 року:
| Мова            | Кількість | Відсоток |
| --------------- | --------- | -------- |
| українська      | 3521      | 80.41%   |
| російська       | 838       | 19.14%   |
| білоруська      | 5         | 0.11%    |
| грецька         | 4         | 0.09%    |
| вірменська      | 3         | 0.07%    |
| румунська       | 3         | 0.07%    |
| болгарська      | 1         | 0.02%    |
| гагаузька       | 1         | 0.02%    |
| інші/не вказали | 3         | 0.07%    |
| Усього          | 4379      | 100%     |

## Персоналії
У Розівці народилися:
- Бездольний Борис Ілліч (1934—2001) — український письменник.
- Зеленецький Володимир Серафимович (1937—2013) — науковець-правознавець, педагог, доктор юридичних наук, професор, академік.

## Об'єкти соціальної сфери
- Школа № 1[16].
- Школа № 2.
- Дитячий дошкільний навчальний заклад.
- Розівська лікарня.